# 1935 en Nouvelle-Écosse
Chronologie de la Nouvelle-Écosse
- 1931
- 1932
- 1933
- 1934
- 1935
- 1936
- 1937
- 1938
- 1939

Cette page concerne des événements d'actualité qui se sont produits durant l'année 1935 dans la province canadienne de la Nouvelle-Écosse.

## Politique
- Premier ministre : Angus L. Macdonald
- Chef de l'Opposition :
- Lieutenant-gouverneur : Walter Harold Covert
- Législature :

## Naissances

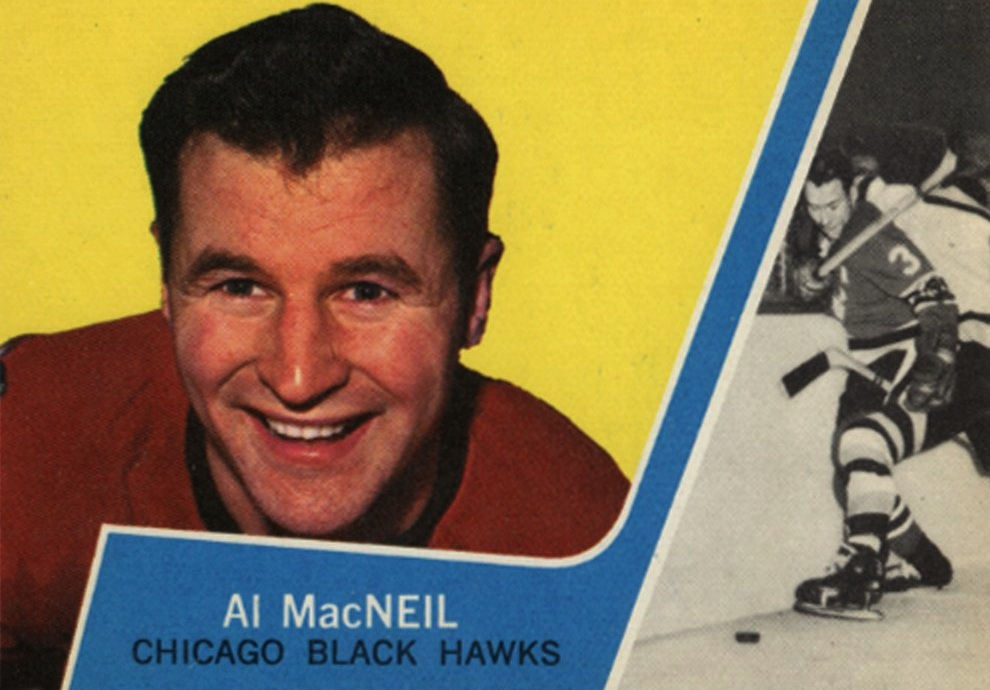
Al MacNeil

- 24 mars : Stan Maxwell (né à Truro) est un joueur professionnel de hockey sur glace canadien.

- 5 avril : John Isaac Hanna (né à Sydney — mort le 19 novembre 2005) est un joueur de hockey sur glace professionnel canadien qui a joué pour les Rangers de New York, les Canadiens de Montréal, les Flyers de Philadelphie de la Ligue nationale de hockey ainsi que pour les Crusaders de Cleveland de l'Association mondiale de hockey.

- 27 septembre : Al MacNeil (né à Sydney) est un joueur et entraîneur professionnel retraité de hockey sur glace.